# هروسیتسه
هروسیتسه (به چکی: Hrusice) یک منطقهٔ مسکونی در جمهوری چک است که در ناحیه پراگ-شرق واقع شده‌است. هروسیتسه ۵۷۰ نفر جمعیت دارد.